# USS Cowell (DD-167)
«Ковелл» (англ. USS Cowell (DD-167) — військовий корабель, ескадрений міноносець типу «Вікс» військово-морських сил США за часів Другої світової війни.
«Ковелл» був закладений 15 липня 1918 року на верфі Fore River Shipyard у Квінсі, де 23 листопада 1918 року корабель був спущений на воду. 17 березня 1919 року він увійшов до складу ВМС США. Входив до складу сил, що діяли біля Східного узбережжя США. 23 вересня 1940 року переданий до Королівського ВМФ Великої Британії під назвою «Брайтон» (I52), за угодою «есмінці в обмін на бази», де проходив службу протягом основного періоду Другої світової війни. 16 липня 1944 року переданий до складу Північного флоту ВМФ СРСР, як есмінець «Жаркий». 28 лютого 1949 року повернутий до Великої Британії, де 5 квітня розібраний на брухт у Росайті.

## Історія

### 1919—1940
«Ковелл» після введення до американського флоту перебував у складі сил, що діяли в Атлантичному океані, а пізніше в Адріатичному морі. 27 червня 1922 року виведений до резерву, де перебував протягом 18 років. 17 червня 1940 року знову введений до сил Атлантичного флоту й увійшов до 79-го дивізіону есмінців, який входив до Нейтрального патруля. 18 вересня 1940 року прибув до Галіфакса у Новій Шотландії для подальшої передачі Королівському британському флоту. 23 вересня перейшов у розпорядження британців.

### У складі британського флоту
29 вересня 1940 року корабель вийшов з британським екіпажем та новим ім'ям «Брайтон» до берегів Британських островів. «Брайтон» ніс службу близько данського узбережжя спільно з тральщиками і базувався на Фарерських островах. 27 лютого 1941 на його борт було прийнято 19 моряків із затонулого корабля «Балтісан». «Брайтон» був спеціально відремонтований для супроводу ескортів: були прибрані три гармати і одна потрійна торпедна установка для полегшення маси і установки протичовнової зброї.
1 жовтня 1941 року есмінець увійшов до складу ескорту конвою WS 12.
31 жовтня 1941 року, спільно з есмінцями «Оффа», «Орібі», «Онслоу» і крейсером «Шеффілд» забезпечував мінні постановки на «Північному баражі» в районі Фарерських островів.

### У складі радянського флоту
16 липня 1944 року переданий до складу Північного флоту ВМФ СРСР, де отримав назву «Жаркий». 28 лютого 1949 року повернутий до Великої Британії, де у квітні 1949 розібраний на брухт у Росайті.